# Chlorknallgas
Chlorknallgas ist eine Gasmischung aus Wasserstoff und Chlor, die bei Belichtung oder thermischer Aktivierung wie Knallgas in einer heftigen exothermen Reaktion explosionsartig zu Wasserstoffchlorid (Chlorwasserstoff) reagiert:
{\displaystyle \mathrm {H_{2}+Cl_{2}\ {\xrightarrow {Licht,W{\ddot {a}}rme}}\ 2\ HCl} }
Die Reaktion wurde 1809 von den französischen Chemikern Joseph Louis Gay-Lussac und Louis Jacques Thénard beobachtet.
Den Reaktionsmechanismus, eine lichtinduzierte radikalische Kettenreaktion, klärten Walther Nernst und Max Bodenstein auf. Er lautet:
{\displaystyle \mathrm {Cl_{2}\ {\xrightarrow {Energie}}\ 2\ Cl{\cdot }\quad (Kettenstart)} }
{\displaystyle \left.{\begin{matrix}\mathrm {Cl{\cdot }+H_{2}\longrightarrow HCl+H{\cdot }} \\\mathrm {H{\cdot }+Cl_{2}\longrightarrow HCl+Cl{\cdot }} \end{matrix}}\quad \right\rbrace \mathrm {(Kettenfortpflanzung)} }
{\displaystyle \left.{\begin{matrix}\mathrm {H{\cdot }+Cl{\cdot }\ {\xrightarrow {M}}\ HCl} \\\mathrm {2\ H{\cdot }\ {\xrightarrow {M}}\ H_{2}} \\\mathrm {2\ Cl{\cdot }\ {\xrightarrow {M}}\ Cl_{2}} \end{matrix}}\quad \right\rbrace \mathrm {(Kettenabbruch)} }
Für die Kettenabbruchreaktionen ist ein dritter Stoßpartner M nötig, um die Bindungsenergie abzuführen. Die Kettenlänge hängt daher vom Druck ab und erreicht bei Normaldruck Werte von 106.
Die bei der Kettenreaktion freigesetzte Energie führt zu einem Temperaturanstieg, der zunächst wenig Einfluss auf die Umsatzrate hat, bis schließlich thermische Dissoziation zu schnellem Anwachsen der Radikalkonzentration führt.